# 2 Komenda Odcinka Leśna
2 Komenda Odcinka Leśna – samodzielny pododdział Wojsk Ochrony Pogranicza.
2 Komenda Odcinka sformowana została w 1945 w strukturze organizacyjnej 1 Oddziału Ochrony Pogranicza. We wrześniu 1946 odcinek wszedł w skład Łużyckiego Oddziału WOP nr 1. W 1948, na bazie 2 Komendy Odcinka sformowano Samodzielny Batalion Ochrony Pogranicza nr 14.

## Struktura organizacyjna
Dyslokacja 2 Komendy Odcinka przedstawiała się następująco :
- komendantura odcinka i pododdziały sztabowe – Leśna
- 6 strażnica – Kammheuser (Świeradowiec)[6] [c]
- 7 strażnica – Czerniawa-Zdrój
- 8 strażnica – Świecie
- 9 strażnica – Miedziana
- 10 strażnica – Zawidów Osiedle (Scheiba) (Szybów)[6]

## Dowódcy odcinka
- kpt. Jakub Margules - był w 1946[7]